# Зубастики (серия фильмов)
«Зубастики» (англ. The Critters) — фильм ужасов, состоящий из 5 частей. В центре повествования всех фильмов — противостояние человеческого рода расе инопланетных монстров, называемых Зубастиками.

## Описание зубастиков
Зубастики — маленькие круглые существа с другой планеты, которые могут сворачиваться в клубок, как ежи, и очень быстро перекатываться с места на место. Они очень агрессивны и нападают на людей. Среди других характеристик этих существ следует упомянуть способность метать снотворные иглы и повышенный по сравнению с животными интеллект, который проявляется в организованных коллективных действиях и способности к речевому общению. Выраженность этих характеристик существенно зависит от размера зубастиков. Чем больше они поглощают пищи, тем быстрее растут, тем выше становится их интеллект и агрессивность. Наиболее крупные экземпляры зубастиков способны разобраться в технических системах, управлять механизмами, космическими кораблями и т. п. Способность к быстрому развитию врождённая. Питаются зубастики любыми теплокровными существами, включая человека. Про способ размножения точных данных нет. По-видимому, имеет место размножение путём партеногенеза или гермафродитизм. Зубастики откладывают одно или несколько яиц в укромных защищённых от прямых солнечных лучей местах. Через непродолжительное время из яиц вылупляются полностью сформированные, готовые к самостоятельной жизнедеятельности особи.
Раса зубастиков была практически полностью уничтожена космическими пришельцами, о которых людям известно ещё меньше, чем о зубастиках. Однако космическая конвенция запрещает полное уничтожение какого бы то ни было вида, даже такого опасного, как зубастики, поэтому оставшиеся в живых особи были изъяты космическими пришельцами и законсервированы.

## Фильмы

### «Зубастики»(1986)
Первый фильм рассказывает о появлении зубастиков на ферме одной семьи, проживающей в небольшом городке.

### «Зубастики 2: Основное блюдо»(1988)
В продолжении повзрослевший герой вновь сталкивается с маленькими монстрами, когда выясняется, что перед тем, как их истребили в первой части, зубастики успели отложить яйца, из которых вскоре появился новый выводок чудовищ.

### «Зубастики 3»(1991)
В третьей части зубастики перебираются в большой город, терроризируя жителей многоэтажного дома.

### «Зубастики 4»(1992)
Действие четвёртого фильма перенесено в космос, где зубастики оказываются на космическом корабле охотников за монстрами.

### «Зубастики атакуют»(2019)
Зубастики вновь прилетают из космоса, истребляя жителей провинциального городка.

## Короткометражный фильм

### «Зубастики: Охотник за головами»(2014)
В 2014 году вышел короткометражный фильм об инопланетном охотнике, уничтожающем зубастиков на Земле.

## Телесериал

### «Зубастики: Новый загул»(2019)
Они снова летят на землю, чтобы забрать потерянного зубастика. Зубастики преследуют группу старшеклассников и их семьи.